# Taglio militare

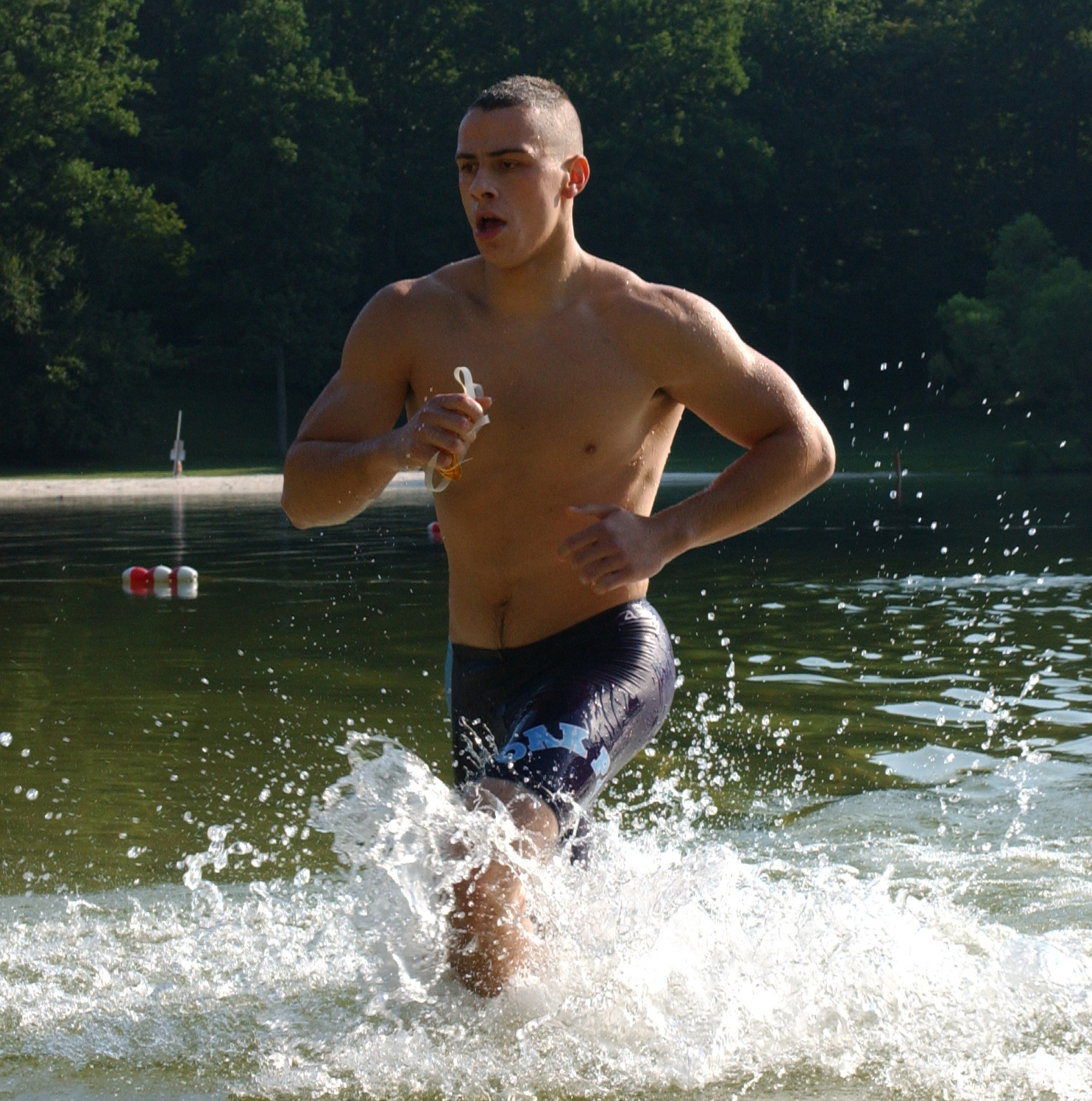
Un soldato statunitense con il classico taglio militare

Il taglio militare è un tipo di acconciatura, nel quale i capelli sulla parte alta della testa sono tagliati relativamente corti, diventando progressivamente più corti sulle tempie e sulla nuca. La lunghezza del taglio può variare leggermente ed essere più o meno corto.

## Storia
Il taglio militare fu adottato dalla squadra di football americano dell'università di Yale nel 1895, ed in seguito diventò un taglio adottato da quasi tutte le squadre nei successivi 70 anni.
Il taglio fu adottato dalle forze armate degli Stati Uniti durante la seconda guerra mondiale, e divenne una moda per gli uomini negli anni cinquanta. Dalla metà degli anni sessanta però il taglio militare divenne un marchio di conservatorismo, in contrasto alla moda dei capelli sciolti, che facevano parte della cultura di chi adottava una mentalità più liberale.